# Рожественський Зіновій Петрович
Рожественский Зіновій Петрович (11 листопада 1848 — 14 січня 1909) — російський військово-морський начальник, віцеадмірал (1904), генерал-ад'ютант (1904). Учасник Російсько-турецької та Російсько-японської війн. Під час останньої — командувач 2-ї Тихоокеанської ескадри, яка була розгромлена японським флотом у Цусімській битві.